# Å (Zweden)
Å is een dorpje in de gemeente Norrköping in Zweden. Er wonen ongeveer 200 mensen.
Er zijn in ieder geval twaalf andere plaatsen in Zweden die de naam Å dragen. In veel gevallen bestaan ze maar uit een boerderij of een paar huizen.
Å, wat riviertje betekent, is de bezitter van de titel van kortste plaatsnaam ter wereld, hoewel er meerdere plaatsen zijn die dat hebben. Veel toeristen gaan enkel en alleen naar deze plaats toe om zich te fotograferen met het plaatsnaambordje op de achtergrond.
Å bevat veel historische overblijfselen, waarvan sommige nog uit de steentijd dateren.